# Diplogrammus randalli
Diplogrammus randalli is een straalvinnige vissensoort uit de familie van pitvissen (Callionymidae). De wetenschappelijke naam van de soort is voor het eerst geldig gepubliceerd in 1983 door Fricke.